# Hong Kong New World Tower
Hong Kong New World Tower (chiń. 香港新世界大厦; pinyin Xiānggǎng Xīnshìjiè Dàshà) – wieżowiec znajdujący się w Szanghaju w Chinach. Znajduje się on w dzielnicy Pudong. Ma ponad 278 metrów wysokości i 61 pięter. Daje mu to 5. miejsce wśród najwyższych budynków w Szanghaju. Został on zaprojektowany przez "Bregman + Hamann Architects". Wykorzystywany jest jako biurowiec, a jego całkowita powierzchnia użytkowa wynosi 135 000 m².